# Mineiro
Carlos Luciano da Silva, mer känd som Mineiro, född 2 augusti 1975 i Porto Alegre, är en brasiliansk före detta fotbollsspelare.

## Klubbkarriär
Mineiro spelade under säsongen 2008/2009 i engelska Chelsea. Han kom från Hertha BSC Berlin och har tidigare även spelat för São Paulo, med vilka han vann Sydamerikas motsvarighet till UEFA Champions League, Copa Libertadores. VM för klubblag vann de i en final mot Liverpool.

## Internationell karriär
Mineiro gjorde sin landslagsdebut i april 2001 mot Peru.
Han var med i Brasiliens trupp i VM i fotboll 2006 men fick inte spela några matcher.
Året därefter var han med i Brasiliens trupp i Copa América 2007. Han startade i alla matcherna och Brasilien vann hela turneringen.

## Meriter

### São Caetano
- Campeonato Paulista: 2004

### São Paulo
- Campeonato Paulista: 2005
- Copa Libertadores: 2005
- Klubblags-VM: 2005
- Campeonato Brasileiro Série A: 2006

### Brasilien
- Copa América: 2007